# Димитрије Левајац
Димитрије Левајац, (Бања Лука, 14. август 2001), српски је стонотенисер и један од учесника Олимпијских игара у Токију 2020. године у стоном тенису. Рођен је 14. августа 2001. године у Бања Луци, Републици Српској. Године 2019. постао је државни првак Србије у стоном тенису у појединачној категорији у Зрењанину.

## Биографија
Стоним тенисом почео је да се бави у 7. години живота, на препоруку офтамолога, пошто је као мали дечак Димитрије имао проблема са видом и констатована му је диоптрија са благим астигматизмом. У почетку је тренирао тенис, међутим када се са својом породицом преселио у Русију, 2007. године, одлучио је да тренира стони тенис. Почео је у Москви код тренера Владимира Борисовича Сија.

## Каријера
На домаћој сцени, Димитрије је био првак државе у свим стонотениским категоријама: у млађим кадетима, кадетима, јуниорима и сениорима. 
- У сезони 2012/2013. био је првак државе у категорији млађи кадети до 13. година у Скореновцу.[3]
- У сезони 2014/2015. био је првак државе у категорији кадети до 15 година у Нишу.[4]
- У сезони 2016/2017. био је првак државе у категорији јуниори до 18 година у Темерину.[5]
- У сезони 2018/2019. био је првак државе у категорији сениори у Зрењанину.[1]

Захваљујући поменутим резултатима, Димитрије је био стални члан репрезентације Србије у свим категоријама. Био је првак Балкана 2016. године у Тивту, Црној Гори.
У децембру 2018. године Димитрије је "дебитовао" у сениорској репрезентацији Србије у мечу екипних европских квалификација против репрезентације Босне и Херцеговине и уједно остварио победу у свом "дебитанском мечу" против играча Армина Аличића максималном резултатом 3:0. 
Димитрије је учествовао на великом броју европских и светских турнира, a његов најбољи пласман на светској стонотениској ранг листи је 373. позиција (новембар 2021).
Био је члан стонотениског клуба "Банат" из Зрењанина са којим је освојио титулу првака државе у сезони 2019/2020.

Јануара 2020. године због повреде Александра Каракашевића, Димитрије је накнадно позван да учествује у екипном квалификационом турниру за Олимпијске игре у португалском граду Гондомару заједно са саиграчима: Марком Јевтовићем, Жолт Петеом и тренером сениорске репрезентације Милошем Ђукићем који се одржавао од 22-26. јануара. У првом мечу квалификација, Србија је победила репрезентацију Аустрије резултатом 3:2, где је Димитрије добио своја два меча у појединачном делу против Штефана Фегерла и Роберта Гардоша резултатом 3:2 и тако омогућио репрезентацији Србије да се боре за олимпијску визу за Токио против репрезентације Хонг Конга. 
У финалном мечу, Левајац је добио оба меча против репрезентације Хонг Конга, резултатом 3:1 играча Лам Сиу Ханга и Вонг Чун Тинга, 21. играча света (новембар 2021.) резултатом 3:2 чиме се репрезентација Србије пласирала на Олимпијске игре. 
Захваљујући поменутим резултатима, Левајац је представљао репрезентацију Србије у појединачном и екипном турниру на Олимпијским играма. У синглу је избачен у првој рунди од руског стонотенисера Кирила Скачкова резултатом 4:2, док је у екипном делу репрезентација Србије поражена од Бразила резултатом 3:2. 
2020. године Димитрије прелази да тренира у Немачку и одлази у клуб Сарбрикен (нем. Saarbrücken), који се налази у истоименом граду, како би тренирао и напредовао више. 
Започео је сарадњу са кондиционим тренером Зораном Пајићем 2019. године.

## Остало
Поред стоног тениса, Димитрије Левајац је студент факултета организационих наука у Београду. Има млађег брата Григорија и сестру Наталију. Димитријев надимак је Леви.